# Napoleonaea septentrionalis
Napoleonaea septentrionalis är en tvåhjärtbladig växtart som beskrevs av Liben. Napoleonaea septentrionalis ingår i släktet Napoleonaea och familjen Napoleonaceae. Inga underarter finns listade i Catalogue of Life.